# Burrigplatz
Burrigplatz (orthographié aussi Burgplatz, Buurgplaatz, Buergplaatz ou Buergplaz zu Huldang) est une colline qui fut considérée comme le point culminant du Luxembourg.
Elle se situe à Huldange sur la commune de Troisvierges à l'extrémité nord du pays et à un kilomètre de la frontière belge. L'altitude reprise sur le panneau indique 558,35 mètres d'altitude.
Entre 1994 et 1997, l'Administration du cadastre et la topographie du Luxembourg par application du système de mensuration et de navigation par satellites GPS a permis de localiser les données dans les systèmes géodésiques nationaux pour le résultat suivant : la colline de Kneiff située dans la commune de Troisvierges culmine à 560,13 mètres, soit un 1,78 mètre de plus que le Burrigplatz (Buergplaz). La colline de Kneiff qui se situe sur la même commune à mi-chemin entre le Burrigplatz et la localité de Wemperhardt (commune de Weiswampach) est donc le point culminant du Luxembourg.

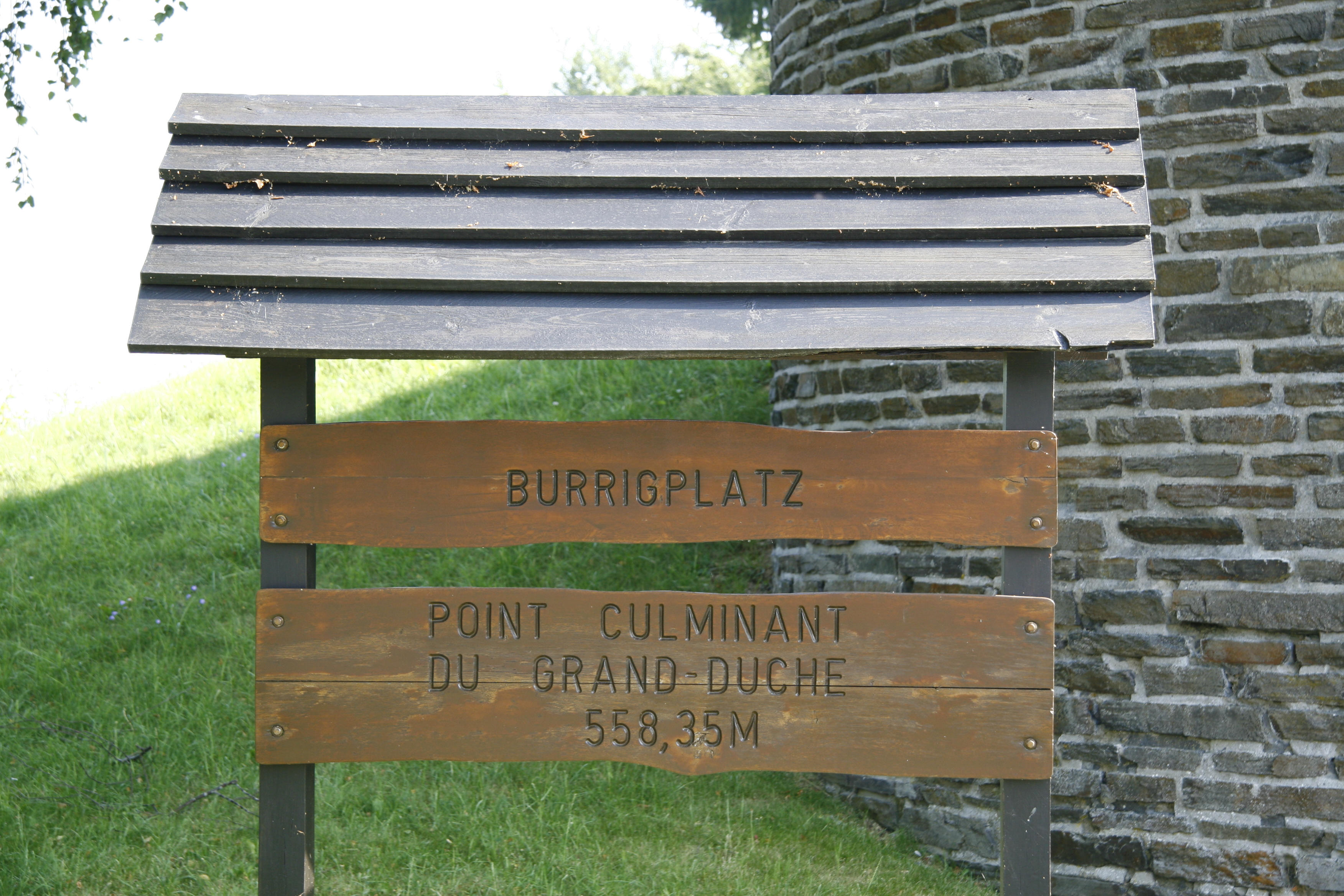
Le panneau « Burrigplatz : point culminant du Grand-Duché ».